# Departamento de Educación de Arizona
El Departamento de Educación de Arizona (Arizona Department of Education, ADE) es una agencia del estado de Arizona. Tiene su sede en Phoenix. A partir de 2012, John Huppenthal es el superintendente del departamento. Tiene centros regionales en Phoenix, Florence, Holbrook, Prescott, y Tucson.